# The xx
A The xx egy angol indie pop zenekar, melyet 2005-ben, Londonban alapított  Romy Madley Croft és Oliver Sim. Még abban az évben csatlakozott hozzájuk Baria Qureshi és egy évvel később Jamie Smith. Debütáló albumukat (xx) 2009 augusztusában adták ki. Az album a 2009-es év sikerlemezének számít, a szakmai sajtó több ízben az év legjobb lemezének ítélte (pl.: The Guardian) valamint előkelő második helyet ért el a meghatározó NME-ben is (NME). 2010-ben megnyerték a Mercury Music Prize -t debütáló albumukért. Második nagylemezüket (Coexist) 2012. szeptember 10-én adták ki.

## Stílusok és hatások
Az együttes tagjai több művészt is megadnak, akik hatással voltak rájuk.  Croft az mondta: "Jamie a soultól indult s aztán áttért a hiphopra és a britt tánczenére. Ő sokkal mélyebb basszust hozott a zenénkbe. Én a Siouxsie and the Banshees és a The Cure zenéjén nőttem fel. Igazából mi különböző dolgok óriási olvasztó tégelye vagyunk.
Kedvencei közé sorolja a következőket: Jimi Hendrix, The Slits, Joy Division, Yazoo, Eurythmics és New Order.
A The xx-et befolyásolta még a Cocorosie, az Electrelane, a Cocteau Twins, a The Kills és Aaliyah.
Sim különösen Aaliah-t kedveli, míg Croft Mariah Carey zenéjét szereti.

## Tagok
Jelenlegi
- Romy Madley Croft – gitár, ének
- Oliver Sim – basszusgitár, ének, billentyűsök
- Jamie Smith, also known as Jamie xx – billentyűsök, ütőhangszerek

Korábbi
- Baria Qureshi – billentyűsök, gitár (2005–2009)

## Diszkográfia
- xx (2009)
- Coexist (2012)
- I See You (2017)

## Külső hivatkozások
- The xx a Discogson
- The xx az Internet Movie Database oldalon (angolul)
- The xx a Myspace-en